# شركة ثمانية للنشر والتوزيع
«شركة ثمانية للنشر والتوزيع» (ثمانية) هي شركة إعلامية سعودية مقرها في الرياض عاصمة المملكة العربية السعودية، تأسست في عام 2016م تختص في صناعة الأفلام الوثائقية وبرامج التدوين الصوتي (البودكاست) والمحتوى المرئي ذو الطابع السياسي والاجتماعي والثقافي والاقتصادي والترفيهي وغيرها من المواد الإعلامية الرقمية.

## التأسيس والنشأة
أُسست شركة ثمانية في سبتمبر 2016م على يد الإعلامي عبد الرحمن أبو مالح بتمويل ذاتي. وفي فبراير 2017 انضمت الكاتبة أسيل باعبدالله كشريكة مؤسسة في الشركة. انطلقت ثمانية برؤية تهدف إلى “تغيير ثقافة الصحافة العربية”، مع التركيز على تقديم محتوى عميق، موثوق، وذي طابع إنساني.

## النمو والاستحواذات
في يوليو 2021، أعلنت المجموعة السعودية للأبحاث والإعلام (SRMG) استحواذها على نسبة 51٪ من الشركة ضمن استراتيجيتها للتحول الرقمي. وفي نفس العام، استحوذت ثمانية على شركة “ميم”، المالكة لبودكاست سقراط، ما عزّز من حضورها في مجال المحتوى السياسي وصناعة الحوارات المعمقة.
في مايو 2024، أعلنت شركة ثمانية استحواذها على شركة «كوميدي بود»، المنصة السعودية المتخصصة في إنتاج العروض الكوميدية والبودكاست الترفيهي، وذلك بدعم من الصندوق الثقافي السعودي. تهدف هذه الخطوة إلى توسيع نطاق محتوى ثمانية ليشمل قطاع الترفيه الكوميدي، وتعزيز تنوع منتجاتها الصوتية والبصرية. وأكّد الرئيس التنفيذي لثمانية، أن هذه الشراكة ستدعم بناء منظومة متكاملة للمحتوى العربي تشمل مجالات متنوعة مثل الكوميديا والمسرح الرقمي وصناعة الفعّاليات.

### حقوق النقل للبطولات الرياضية السعودية
في 14 يونيو 2025م أعلن الاتحاد السعودي لكرة القدم بالتعاون مع رابطة دوري روشن السعودي ورابطة دوري الدرجة الأولى، عن منح شركة ثمانية للنشر والتوزيع حقوق النقل الحصري لعدد من أبرز البطولات الكروية في السعودية: (كأس خادم الحرمين الشريفين، ودوري روشن السعودي للمحترفين، وبطولة كأس السوبر السعودي، ودوري يلو للدرجة الأولى)، وذلك ابتداءً من موسم 2025-2026 وحتى نهاية موسم 2030-2031.
في أغسطس 2025 أعلنت شركة ثمانية للنشر والتوزيع عن إطلاق قنواتها الفضائية وتطبيق رقمي لبث البطولات المحلية السعودية وذلك ابتداء من 28 أغسطس 2025.وذلك بالشراكة المالية مع البنك الرقمي السعودي بنك D360.

## التحول إلى شركة تقنية إعلامية
في يناير 2024، أعلنت ثمانية رسميًا تحولها من شركة محتوى إلى “شركة تقنية إعلامية”، عبر تطوير منصات رقمية متخصصة في صناعة المحتوى. يشمل هذا التحول استخدام الذكاء الاصطناعي في تقديم خدمات مثل التفريغ النصي، وإزالة الصمت والموسيقى، ودعم اللغة العربية في معالجة المحتوى، إلى جانب تطوير تطبيق راديو ثمانية.

## راديو ثمانية
في 12 يناير 2024، أعلنت ثمانية عن تطبيق راديو ثمانية تُنشر عليه البرامج الإذاعية لإثراء المحتوى العربي كون التطبيق يدعم اللغة العربية؛ مما يسهّل على صُناع المحتوى ومستقبليه تصفحه، كما يتيح لمستخدميه إنشاء ملفات شخصية والتفاعل مع المحتوى.
كما أعلنت شركة ثمانية عن إطلاق موقعها الإلكتروني للكتَّاب العرب للنشر، وتحصيل الدخل من خلاله. الموقع كذلك بالعربية، وتوجد به أداه للتخلص من الأخطاء اللغوية والنحوية.

## رسالة ثمانية
تسعى ثمانية إلى “تغيير ثقافة الصحافة العربية”، حيث يعتقدون -وفق رسالة الشركة على موقعها الإلكتروني- أن "الصحافة تساهم في بناء الأوطان، وتزيد من المعرفة للإنسان". يؤمنون بأنّ المواطن العربي "ينقصه الوصول إلى المعرفة التي هي كل ما يحتاجه الإنسان لاتخاذ قرارات تحسّن جودة حياته، وتعزز من مساهمته في ازدهار مجتمعه ووطنه".
تلتزم ثمانية بمعايير عالية في التأثير البيئي والاجتماعي، وهي شركة حاصلة على شهادة مؤسسة بي.
تساهم شركة ثمانية في مبادرة «السعودية الخضراء» من خلال زراعة شجرة كل شهر عن كل اشتراك من اشتراكات ثمانية.

## البرامج الإذاعية
- بودكاست فنجان، يقدمه عبد الرحمن أبو مالح
- بودكاست سقراط، يقدمه عمر الجريسي
- بودكاست سوالف بزنس، يقدمه مشهور الدبيان
- بودكاست أشياء غيرتنا
- بودكاست أصوات
- بودكاست أرباع
- بودكاست المحور الثاني
- بودكاست مع التجّار
- بودكاست رابط تشعّبي، يقدمه ثمود
- بودكاست الشركة
- بودكاست برق
- بودكاست تماس
- بودكاست مرتدة
- بودكاست احتيال
- بودكاست السوق
- بودكاست بُكرة
- بودكاست جادي، يقدمه محمد آل جابر وهادي فقيهي
- بودكاست الفجر[18]
- بودكاست آدم، يقدمه د. محمد الحاجي.[19]
- بودكاست امش مع [.........]

## الأفلام الوثائقية
أنتجت ثمانية فلمها الأول "بنصف كاميرا وجوال" في مارس 2018، ثم قدمت المزيد من الأعمال بعد ذلك منها:

### برامج وثائقية
- ثمانية أسئلة.
- جينيوم.[20]
- جواب: أفلام وثائقية تكشف الجانب الآخر من قصص المشاهير.[21]
- سياق.
- فلان: سلسلة وثائقية للثقافة الشعبية في الجزيرة العربية.

### أفلام وثائقية
- خالد الشيخ: بين أشواك الفن والسياسة.[22][23][24]

## الجوائز
في 20 أغسطس 2024، سجّلت ثمانية رقمًا قياسيًا في موسوعة غينيس للأرقام القياسية لأكثر حلقة بودكاست مشاهدة عالميًا على يوتيوب، وذلك عن إحدى حلقات برنامج فنجان التي قدّمها عبد الرحمن أبو مالح واستضاف خلالها المدرب ياسر الحزيمي.

## وصلات خارجية
- الموقع الرسمي